# Langanesbyggð
Langanesbyggð è un comune islandese della regione di Norðurland eystra.